# Saproscincus mustelinus
Saproscincus mustelinus — вид сцинкоподібних ящірок родини сцинкових (Scincidae). Ендемік Австралії.

## Поширення й екологія
Saproscincus mustelinus мешкають у прибережних районах на сході Нового Південного Уельсу та на сході й півдні Вікторії. Вони живуть у різноманітних природних середовищах, від прибережних пустищ до вологих і сухих склерофітних лісів Великого Вододільного хребта, трапляються в садах. Живляться дрібними комахами та іншими безхребетними. Навесні і влітку кілька самиць відкладають яйця в одну ямку в землі. Одна самиця відкладає до 4 яєць.